# 高鍋の七本槍
高鍋の七本槍（たかなべのしちほんやり）は、慶長5年（1600年）の大垣城の戦いに於いて活躍した、秋月氏の家臣7人を顕彰した呼称。

## 該当者
- 内田四郎右衛門：内田善兵衛実久の次男
- 内田仁右衛門：内田善兵衛実久の三男
- 大坪甚右衛門
- 河崎善兵衛
- 矢野掃部
- 柏崎善右衛門
- 石井善右衛門